# Velké náměstí čp. 37 (Prachatice)
Velké náměstí č. p. 37 je gotický měšťanský dům na východní straně Velkého náměstí v Prachaticích, zvaný též U Jelena, podle historické pivnice, v domě provozované. Dům je tvořen dvěma původními domy z pol. 15. století, spojenými na počátku 16. století v jeden dům. Pravá část domu má předsazené podloubí na mohutných zděných pilířích. Levou část fasády domu pokrývá hrubá, pouze zednickou lžící strhávaná, omítka přirozeně pískové barvy, pravá část domu je pokryta monochromní bílou hlazenou omítkou. Gotický lomený vstupní portál je z pol. 15. století. Dům je součástí městské památkové rezervace Prachatice. Od 3. května 1958 chráněná kulturní památka.

## Popis domu
Jednopatrový řadový dům tvořený dvěma původními gotickými domy z pol. 15. století, spojenými na počátku 16. století v jeden objekt (je možná i varianta, že levá část domu byl přistavěna nebo nahradila starší objekt až na poč. 16. století). Pravá část domu má předsazené podloubí se dvěma arkádami o dvou okenních osách. Levá část domu má v přízemí tři okenní osy, v patře dvě. Okna ve druhém patře jsou osazena v pozdně gotických kamenných ostěních, pravé okno má zachováno v ostění trny pro osazení okenic. Okna v levé části jsou v přízemí obdélná čtyřtabulková, v pravé části objektu subtilní čtvercová, zasklená čtyřmi tabulkami. Hlavni vstup do domu je gotickým lomeným vstupním portálem z prachatického dioritu. Vstupní vrata do domu jsou secesní (vrata byla dříve datována jako gotická, nicméně pozdější průzkum ukázal, že jsou secesní, pravděpodobně tedy došlo po roce 1913 k jejich výměně, nebo radikální opravě). Napravo od vstupního portálu je dřevěný historický výkladec prodejny. Patro rizalitu pravé části domu je neseno dvěma lomenými arkádami na mohutných čtvercových pilířích s okosenými hranami. Podloubí je plochostropé, zaklopené dřevěným trámovým stropem. Fasáda levé části domu je pokryta hrubou, pouze zednickou lžící strhávanou, omítkou přirozeně pískové barvy s bílým nárožním kvádrováním a orámování okenních otvorů. Pravá část je pokryta bílou monochromní hlazenou (kletovanou) vápennou omítkou (v pravé části fasády jde o originální pozdně gotickou omítku z počátku 16. století), pouze záklenky podloubí jsou lemovány světlejšími šambránami, kolem oken plastickými. Původní pozdně gotické omítky, restaurátorsky ošetřené, jsou na fasádě od doplňků dobře odlišitelné. Střechy objektu jsou sedlové, pravá část střechy je na nároží zvalbená. Objekt je podsklepen. Za domem je malý dvorek.
Členěné západní průčelí domu č.p. 37 je významným rysem vytvářejícím charakter MPR Prachatice.V domě jsou dochovány historické konstrukce z období gotiky – zdivo přízemí a prvního patra, sklep pod loubím, lomený portál vstupu, arkády loubí, síň v přízemí, kamenná ostění a členění fasády levé části objektu. Z období renesance pochází klenby sklepů severního traktu, klenba síně v patře. Vrata průjezdu jsou secesního původu. Areál domu čp. 37 na Velkém náměstí v Prachaticích odpovídá pojetí kulturní památky podle § 2 a 42 zákona č.20/1987 Sb. o státní památkové péči. Památková ochrana se vztahuje na celý areál.
V přízemí objektu jsou provozovány restaurační a prodejní prostory.

## Historie domu
Dům vznikl v polovině 15. století jako součást výstavby nového bloku domů na východní straně původně mnohem většího náměstí, které se tím zmenšilo téměř na polovinu. Výstavba souvisela s rozvojem města po husitských válkách, má přímou souvislost s výstavbou nového Rožmberského hrádku u Horní brány (přibližně v letech 1446 až 1448) a tím vyvolanou potřebu dalších parcel pro nové měšťanské domy. Datace kamenného vstupního portálu odpovídá přibližně polovině 15. století. Původně dva gotické domy byly, zřejmě po požáru města v roce 1501, spojeny v jeden objekt (je možná i varianta, že levá část domu byl přistavěna nebo nahradila starší objekt až na poč. 16. století), před stávající pravý dům bylo představěno podloubí s vysazeným patrem a s podsklepením, dům dostal také novou jednotnou fasádu a zděný štít ve stylu pozdní gotiky. Době počátku 16. století odpovídá i profilace okenního ostění oken levé části domu, dříky sloupů podloubí, výtvarné řešení levé fasády tvořené hrubou vápennou omítkou s jednoduchým orámováním oken a nárožním kvádrováním v levé části domu i pozdně gotická kletovaná omítka fasády pravé části domu. Levá část domu měla až do počátku 16. století vstup z Kostelního náměstí, jehož gotický lomený oblouk a fasádní omítka byly nalezeny při restaurátorském průzkumu interiéru domu č. p. 36 (dům č.p. 36 byl přistavěn po roce 1501 zleva k č. p. 37). Pravá část objektu má dochovánu pozdně gotickou bílou kletovanou omítku z doby po roce 1501, jednu z nejstarších kletovaných omítek dosud v Prachaticích nalezených. Omítka se dochovala pouze v pravé části fasády, levé nároží bylo později opravováno z důvodu statických poruch (zřejmě se zřítilo nároží domu, včetně jednoho pole křížové klenby). Na fasádě pravé části domu byly nalezeny zbytky významné pozdně gotické nástěnné malby postav tří světců v nadživotní velikosti. Vzhledem ke špatnému stavu nálezu, není malba na fasádě v současné době prezentována. Okenní ostění v levé části domu jsou druhotně osazená (nalezena ve sklepě domu, mohou pocházet z pravé části domu), původní ostění oken v patře levé části domu byla pouze dřevěná a časem se rozpadla (to podporuje teorii o dataci vzniku této části domu také již v pol. 15. století). Další úpravy domu proběhly kolem poloviny 16. století, byly zaklenuty některé místnosti (dříve pravděpodobně původně pouze plochostropé) a pozdně gotický štít a vysoká střecha nahrazeny nízkou dvoupultovou střechou a renesanční atikou. Na vyobrazení domu na obraze Jidřicha de Verle z roku 1670 má dům atiku ukončenou cimbuřím, s dvoupultovou, dovnitř vpadlou, střechou a středovým úžlabím s otvorem ve fasádě do náměstí pro střešní žlab. Podle Soupisu handlovníků se solí z roku 1570 byl vlastníkem domu v tomto roce Wolf Jádl (Niadl). V roce 1585 je jako vlastník domu v soupisu obyvatel města uváděn Matěj Jádl. 13. dubna 1832 podlehla většina vnitřního města zhoubnému požáru. V rámci obnovy bylo sneseno celé atikové patro s atikou a změněn způsob zastřešení domu do dnešní podoby. Dům při této přestavbě dostal novou jednoduchou monochromní klasicistní fasádu, členěnou pouze jednoduchou kordonovou a korunní římsou a jednoduchými plastickými šambránami kolem oken. V roce 2001 byla, na základě předcházejícího restaurátorského průzkumu, odkryta a restaurována pozdně gotická fasáda domu.

## Galerie

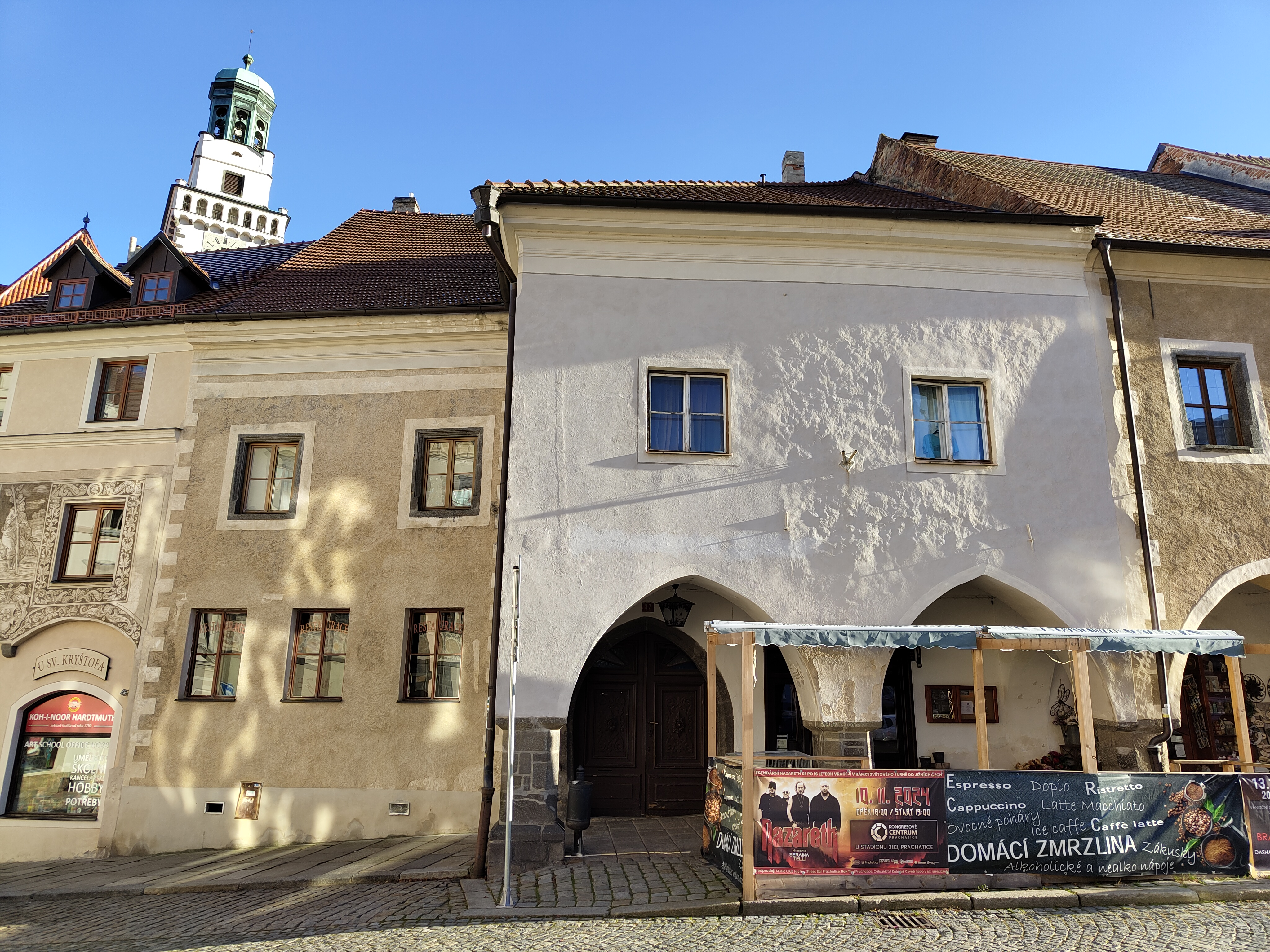
Velké náměstí čp. 37 (Prachatice), východní průčelí
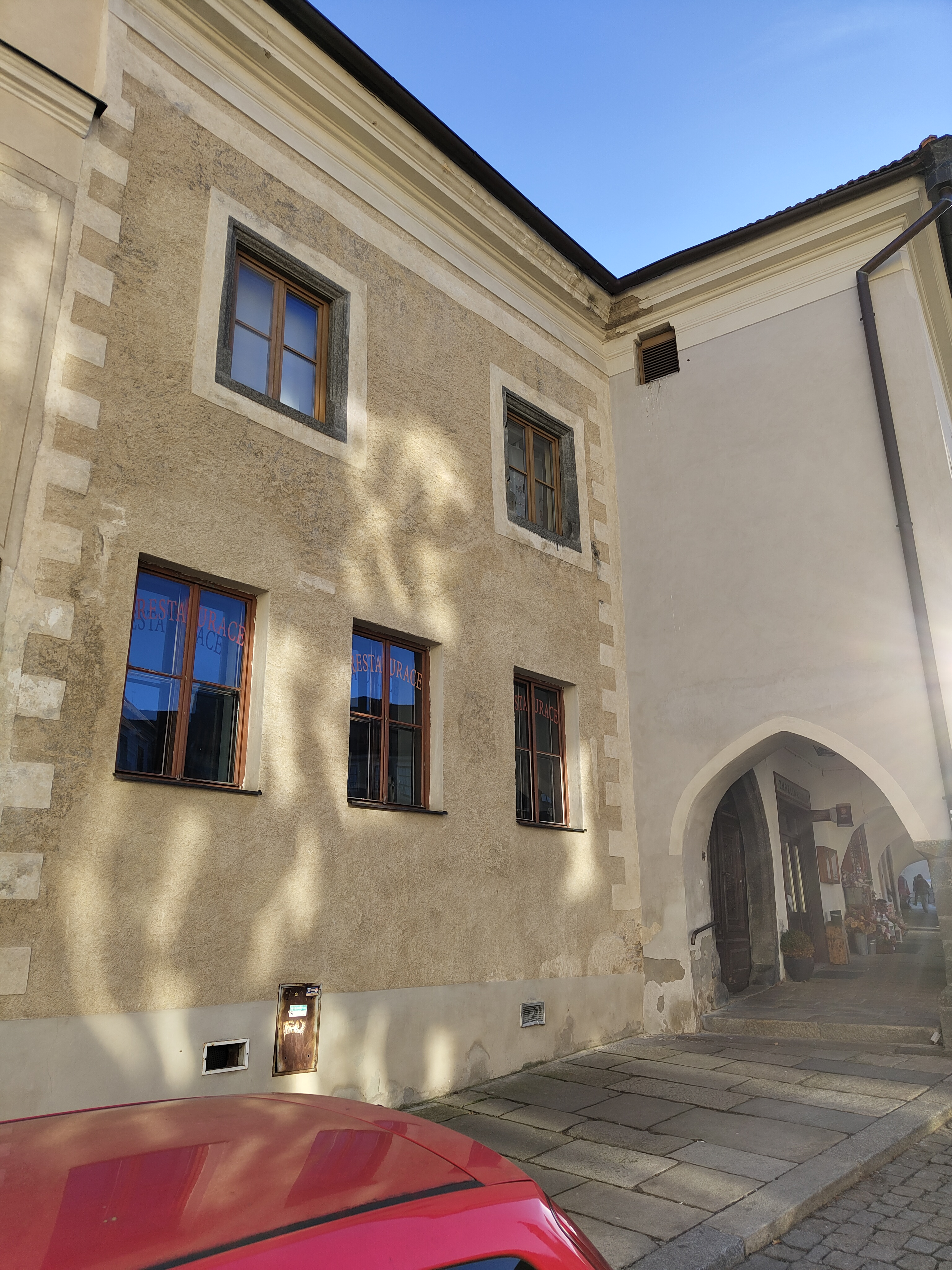
Velké náměstí čp. 37 (Prachatice), levá část a podloubí
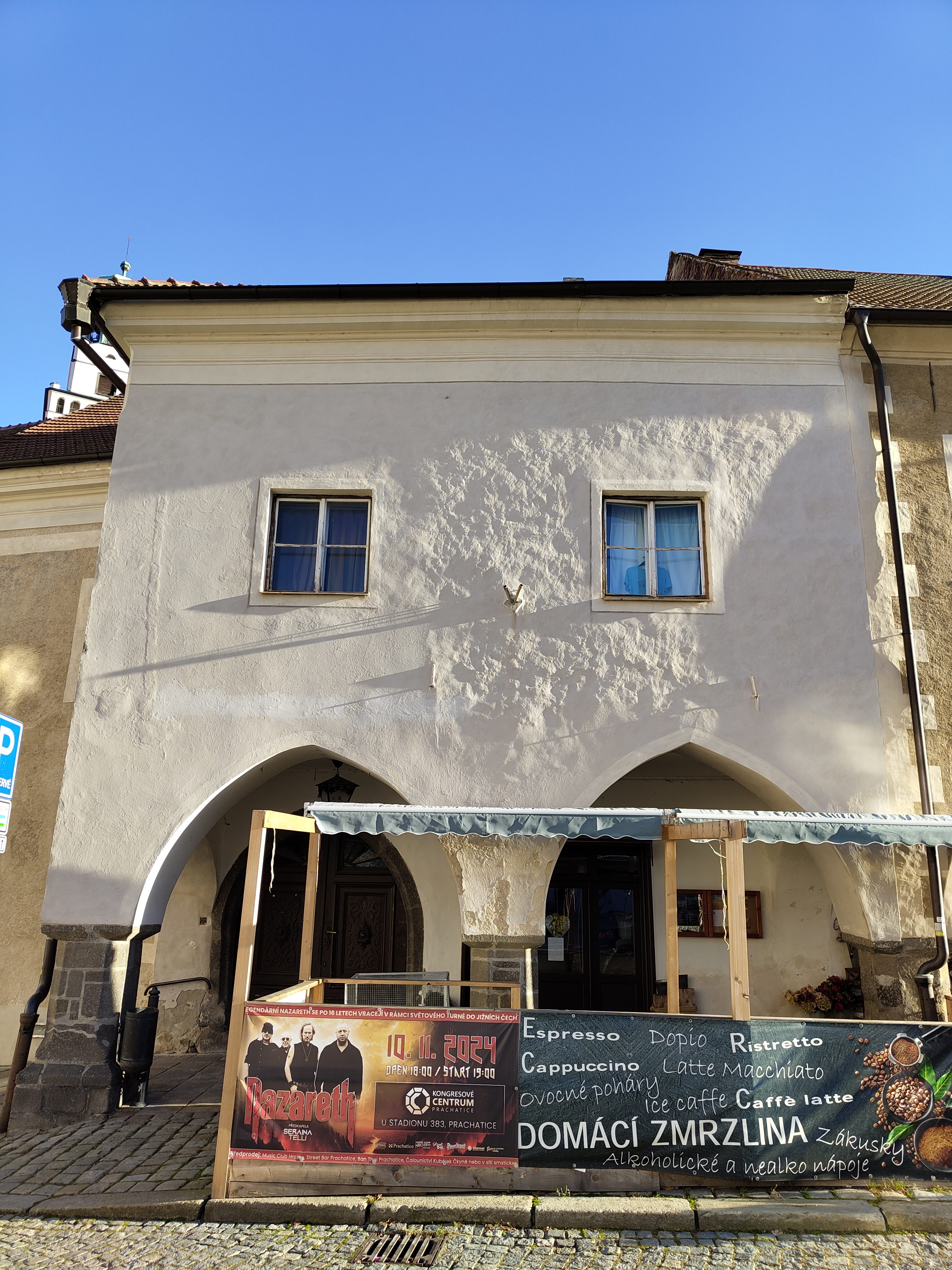
Velké náměstí čp. 37 (Prachatice), pravá část
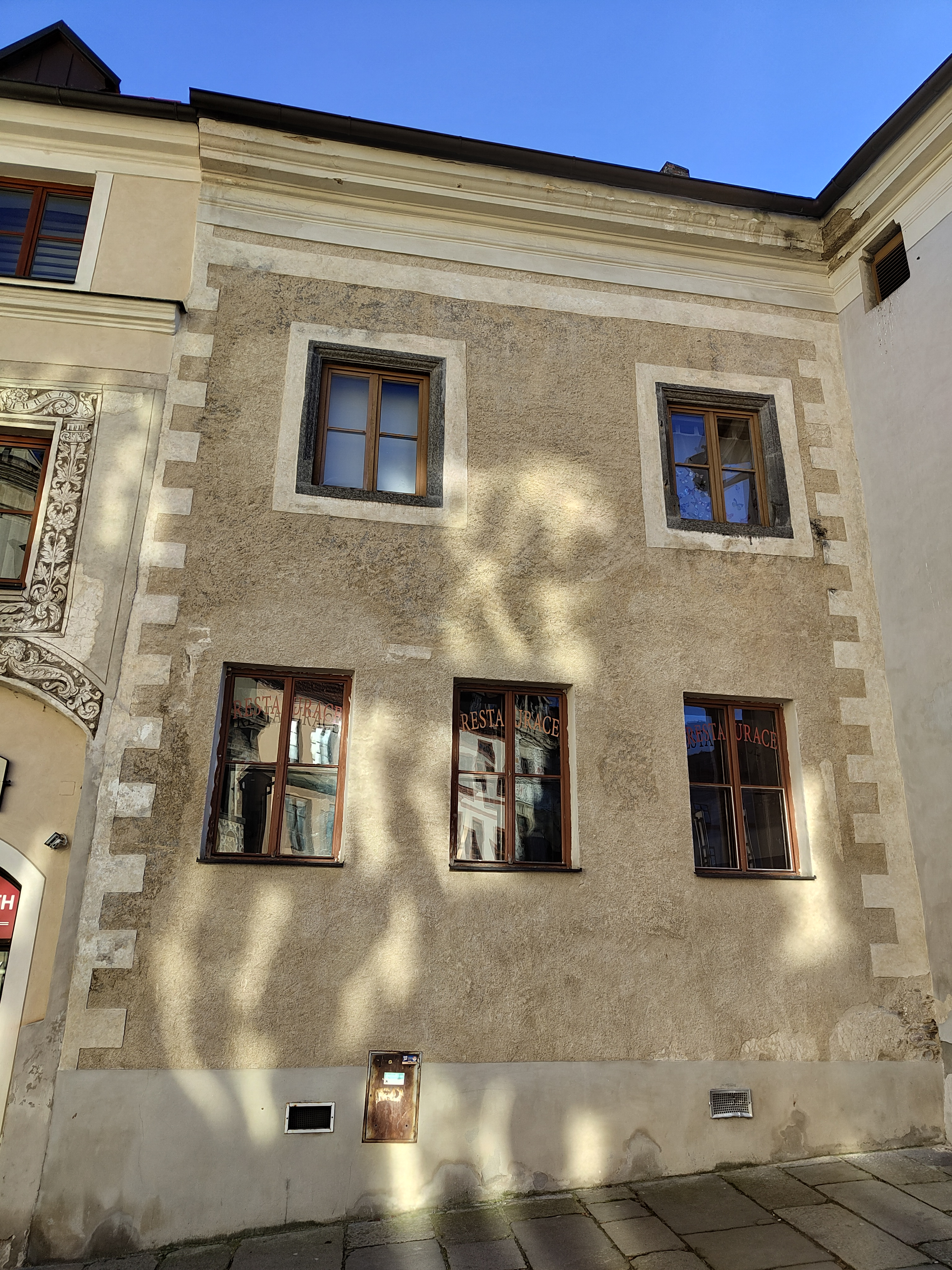
Velké náměstí čp. 37 (Prachatice), levá část
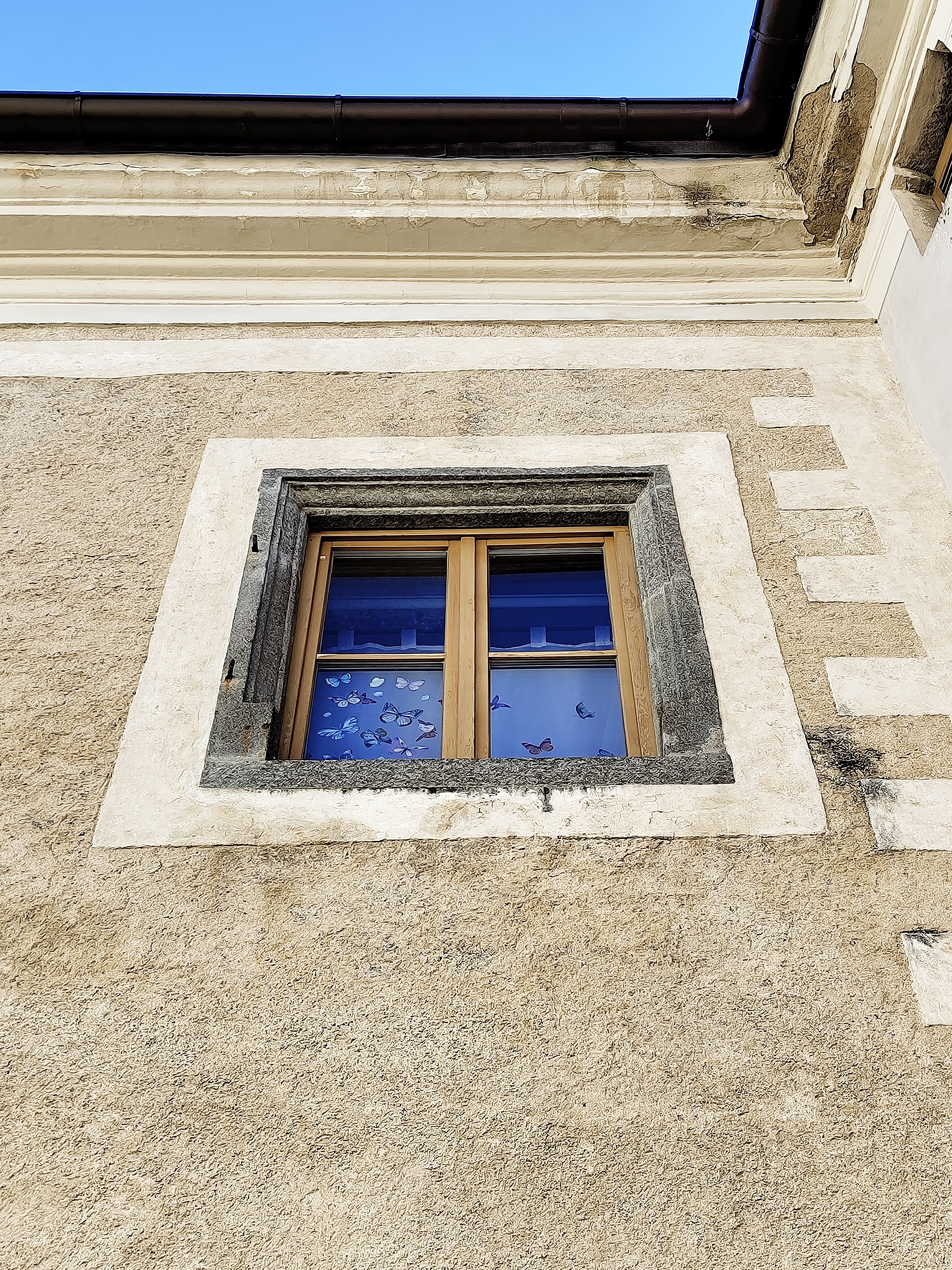
Velké náměstí čp. 37 (Prachatice), okno
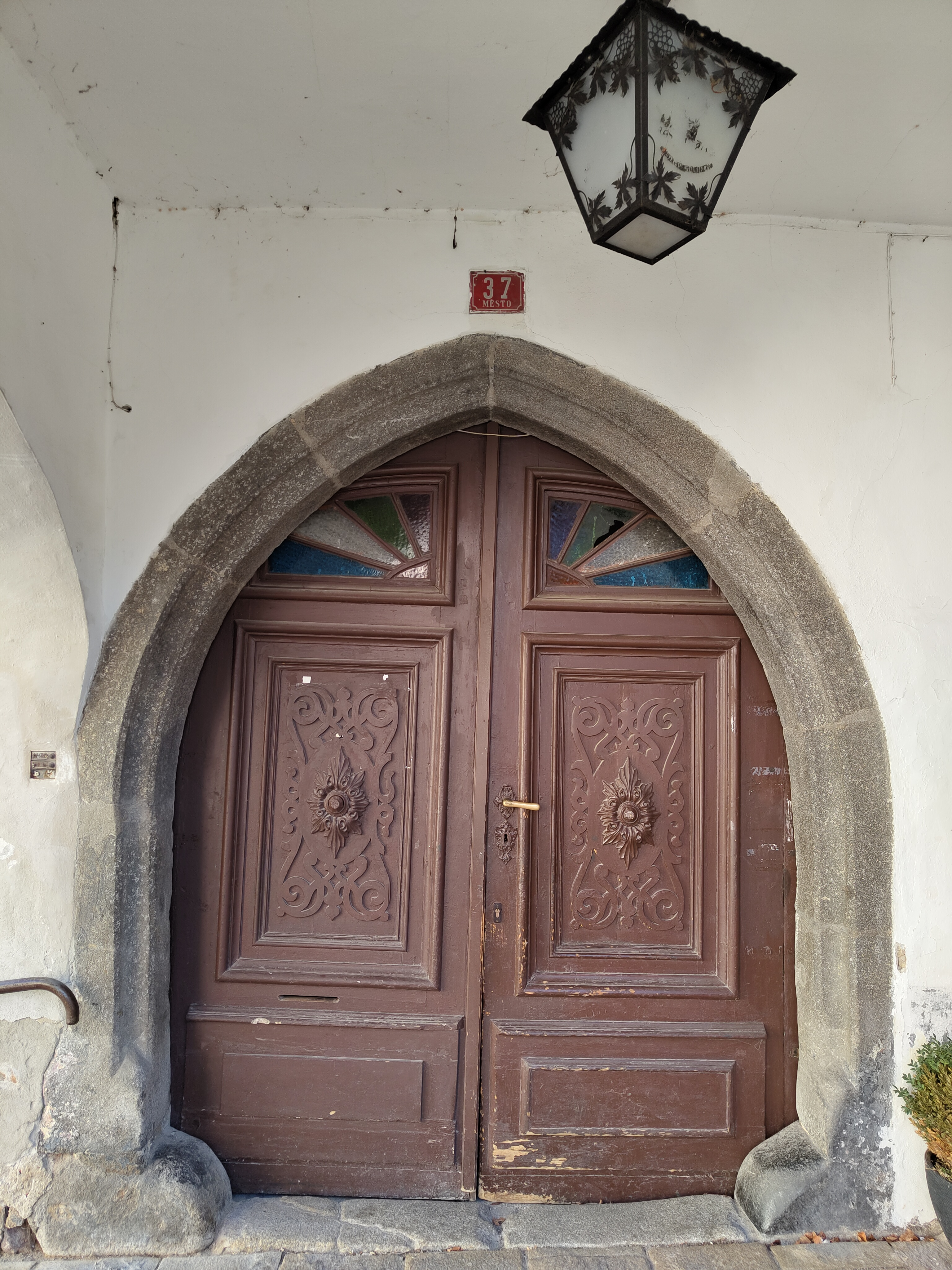
Velké náměstí čp. 37 (Prachatice), vstupní portál
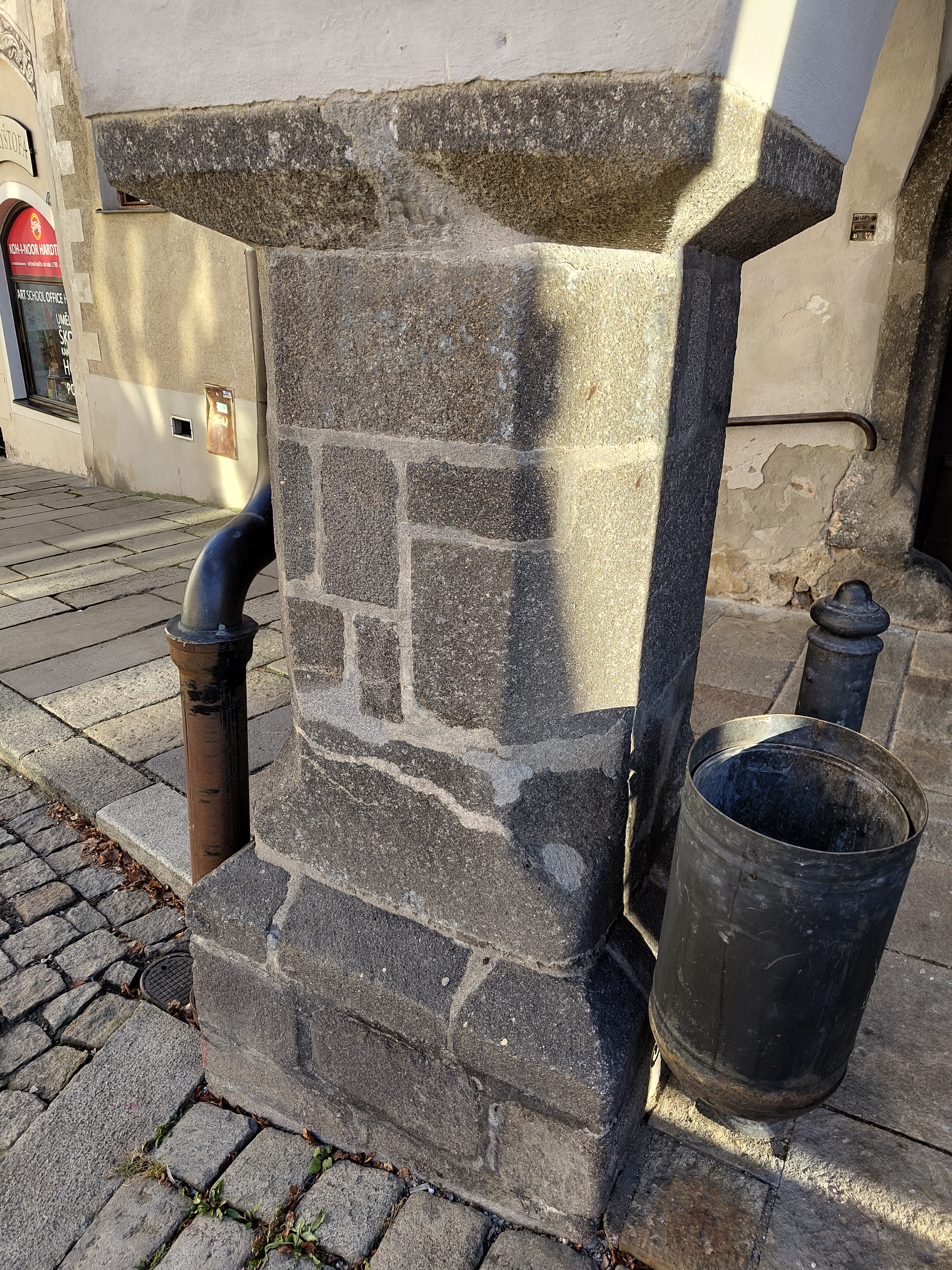
Velké náměstí čp. 37 (Prachatice), sloup podloubí
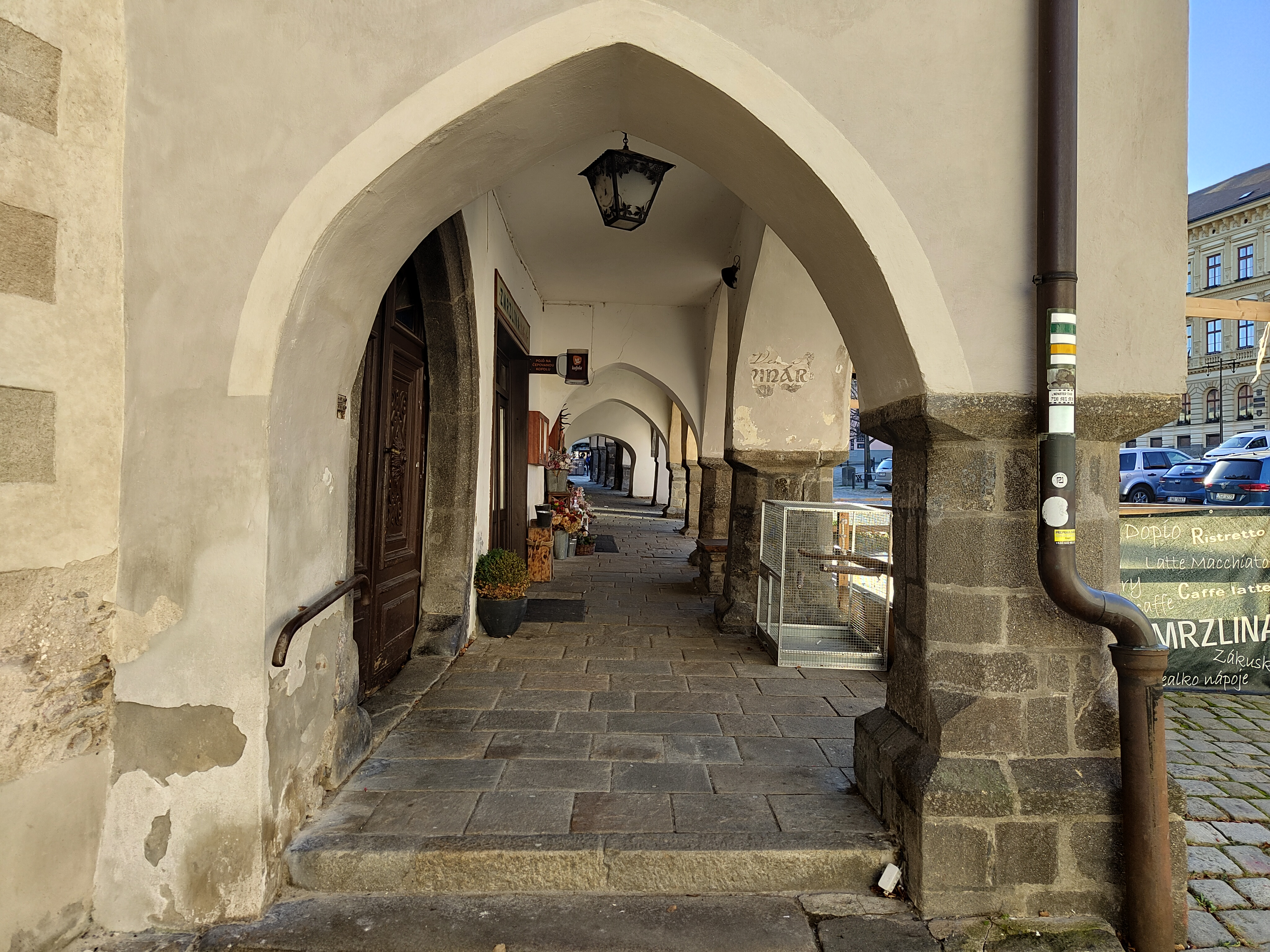
Velké náměstí čp. 37 (Prachatice), podloubí